# Amphilochos (Sohn des Dryas)
Amphilochos (altgriechisch Ἀμφίλοχος Amphílochos), der Sohn des Dryas, war in der griechischen Mythologie der Gatte der Alkinoë, der Tochter des Polybos. Mit ihr zeugte er ein Kind.
Alkinoë ging mit dem Samier Xanthos fremd und segelte mit ihm schließlich davon. Als sie an ihr Kind und ihren Gatten dachte, wurde ihr bewusst, dass sie einen Fehler begangen hatte, stürzte sich in die Fluten und ertrank.